# ريتشفيلد (يوتا)
ريتشفيلد (بالإنجليزية: Richfield, Utah)‏ هي مدينة تقع في الولايات المتحدة في مقاطعة سيفير، يوتا. يقدر عدد سكانها بـ 7,520 نسمة ومساحتها 13.7 كم2 وترتفع عن سطح البحر 1,632 متر.

## التركيبة السكانية
حدّد مكتب تعداد الولايات المتحدة بيانات التركيبة السكانية لريتشفيلد في تعداد الولايات المتحدة. في ما يلي، التركيبة السكانية حسب تعدادي 2000 و2010.

### تعداد عام 2000
بلغ عدد سكان ريتشفيلد 6,847 نسمة بحسب تعداد عام 2000، وبلغ عدد الأسر 2,166 أسرة وعدد العائلات 1,684 عائلة مقيمة في المدينة. في حين سجلت الكثافة السكانية 445.8 نسمة لكل كيلومتر مربع (1,154.6/ميل2). وبلغ عدد الوحدات السكنية 2,327 وحدة بمتوسط كثافة قدره 151.5 لكل كيلومتر مربع (392.4/ميل2).
وتوزع التركيب العرقي للمدينة بنسبة 94.41% من البيض و0.39% من الأمريكيين الأفارقة و3.29% من الأمريكيين الأصليين و0.26% من الأمريكيين ذوي الأصول الآسيوية و0.07% من سكان جزر المحيط الهادئ و0.55% من الأعراق الأخرى و1.02% من عرقين مختلطين أو أكثر و2.35% من الهسبانيون أو اللاتينيون من أي عرق.
بلغ عدد الأسر 2,166 أسرة كانت نسبة 46% منها لديها أطفال تحت سن الثامنة عشر تعيش معهم، وبلغت نسبة الأزواج القاطنين مع بعضهم البعض 66.2% من أصل المجموع الكلي للأسر، ونسبة 8.9% من الأسر كان لديها معيلات من الإناث دون وجود شريك،  بينما كانت نسبة 2.7% من الأسر لديها معيلون من الذكور دون وجود شريكة وكانت نسبة 22.3% من غير العائلات. تألفت نسبة 20.4% من أصل جميع الأسر من عدة أفراد يعيشون في نفس المنزل ونسبة 11.3% كانت تتألف من شخص يعيش بمفرده يبلغ من العمر 65 عاماً أو أكثر. وبلغ متوسط حجم الأسرة المعيشية 2.97، أما متوسط حجم العائلات فبلغ 3.45.
بلغ العمر الوسطي للسكان 28.7 عاماً. وكانت نسبة 33.3% من القاطنين تحت سن الثامنة عشر، وكانت نسبة 9.9% بين الثامنة عشر والرابعة والعشرين عاماً، ونسبة 21.7% كانت واقعةً في الفئة العمرية ما بين الخامسة والعشرين والرابعة والأربعين عاماً، ونسبة 16.6% كانت ما بين الخامسة والأربعين والرابعة والستين، ونسبة 12.4% كانت ضمن فئة الخامسة والستين عاماً فما فوق. يوجد لكل 100 أنثى 96.1 ذكر، ويوجد لكل 100 أنثى في الثامنة عشر من عمرها فما فوق 92.6 ذكر.
بلغ متوسط دخل الأسرة في المدينة 36,024 دولارًا، أما متوسط دخل العائلة فبلغ 40,284 دولارًا. وكان متوسط دخل الذكور 33,000 دولارًا مقابل 20,489 دولارًا للإناث. وسجل دخل الفرد الخاص بالمدينة 14,320 دولارًا. وكانت نسبة 7% من العائلات ونسبة 9.3% من السكان تحت خط الفقر، وكان من هؤلاء نسبة 11.5% تحت سن الثامنة عشر ونسبة 9.4% في الخامسة والستين من العمر وما فوق.

### تعداد عام 2010
بلغ عدد سكان ريتشفيلد 7,551 نسمة بحسب تعداد عام 2010، وبلغ عدد الأسر 2,553 أسرة وعدد العائلات 1,871 عائلة مقيمة في المدينة. في حين سجلت الكثافة السكانية 491.6 نسمة لكل كيلومتر مربع (1,273.2/ميل2). وبلغ عدد الوحدات السكنية 2,792 وحدة بمتوسط كثافة قدره 181.8 لكل كيلومتر مربع (470.9/ميل2).
وتوزع التركيب العرقي للمدينة بنسبة 94.41% من البيض و0.29% من الأمريكيين الأفارقة و1.72% من الأمريكيين الأصليين و0.36% من الأمريكيين ذوي الأصول الآسيوية و0.12% من سكان جزر المحيط الهادئ و1.66% من الأعراق الأخرى و1.44% من عرقين مختلطين أو أكثر و4.11% من الهسبانيون أو اللاتينيون من أي عرق.
بلغ عدد الأسر 2,553 أسرة كانت نسبة 41.6% منها لديها أطفال تحت سن الثامنة عشر تعيش معهم، وبلغت نسبة الأزواج القاطنين مع بعضهم البعض 60.3% من أصل المجموع الكلي للأسر، ونسبة 9% من الأسر كان لديها معيلات من الإناث دون وجود شريك،  بينما كانت نسبة 3.9% من الأسر لديها معيلون من الذكور دون وجود شريكة وكانت نسبة 26.7% من غير العائلات. تألفت نسبة 23.5% من أصل جميع الأسر من عدة أفراد يعيشون في نفس المنزل ونسبة 11% كانت تتألف من شخص يعيش بمفرده يبلغ من العمر 65 عاماً أو أكثر. وبلغ متوسط حجم الأسرة المعيشية 2.88، أما متوسط حجم العائلات فبلغ 3.42.
بلغ العمر الوسطي للسكان 30.9 عاماً. وكانت نسبة 32.2% من القاطنين تحت سن الثامنة عشر، وكانت نسبة 9.5% بين الثامنة عشر والرابعة والعشرين عاماً، ونسبة 25.2% كانت واقعةً في الفئة العمرية ما بين الخامسة والعشرين والرابعة والأربعين عاماً، ونسبة 20% كانت ما بين الخامسة والأربعين والرابعة والستين، ونسبة 13.2% كانت ضمن فئة الخامسة والستين عاماً فما فوق. وتوزع التركيب الجنسي للسكان بنسبة 50% ذكور و50% إناث.

## أعلام
- جوزيف هانسن
- ماكس دين لارسن
- والتر فريدريك موريسون